# Barbara Nelli
Barbara Nelli (Roma, 1942) è un'attrice italiana.

## Biografia
È stata un'attrice attiva sullo schermo tra il 1964 e il 1970 spesso usando lo pseudonimo di Barbara Nelly.
Il debutto cinematografico avviene nel film L'ultima carica di Leopoldo Savona nella parte di Fiamma.
Nella sua breve carriera recita anche con la coppia Franco e Ciccio in film quali Due mafiosi contro Goldginger del 1965 di Giorgio Simonelli e Franco e Ciccio... ladro e guardia del 1969 di Marcello Ciorciolini.
Il suo ultimo film, prima di abbandonare lo schermo, è Shango, la pistola infallibile del 1970 di Edoardo Mulargia.

## Filmografia

### Cinema
- Il vendicatore di Kansas City, regia di Agustín Navarro (1964)
- Napoleone a Firenze, regia di Piero Pierotti (1964)
- Extraconiugale, regia di Massimo Franciosa e Mino Guerrini (1964)
- L'ultima carica, regia di Leopoldo Savona (1964)
- Il boia scarlatto, regia di Massimo Pupillo (1965)
- Io la conoscevo bene, regia di Antonio Pietrangeli (1965)
- La vendetta di Lady Morgan, regia di Massimo Pupillo (1965)
- Due mafiosi contro Goldginger, regia di Giorgio Simonelli (1965)
- Da 077: Intrigo a Lisbona, regia di Federico Aicardi e Tulio Demicheli (1965)
- Il nostro agente a Casablanca, regia di Tulio Demicheli (1966)
- Donne... botte e bersaglieri, regia di Ruggero Deodato (1968)
- Il pistolero dell'Ave Maria, regia di Ferdinando Baldi (1969)
- A doppia faccia, regia di Riccardo Freda (1969)
- Franco e Ciccio... ladro e guardia, regia di Marcello Ciorciolini (1969)
- Shango, la pistola infallibile, regia di Edoardo Mulargia (1970)

### Televisione
- Questa sera parla Mark Twain – miniserie TV, 7 episodi (1965)
- Non cantare, spara – film TV (1968)